# Lipomatosi
La lipomatosi indica la presenza di molti lipomi nell’organismo. È una condizione genetica, probabilmente con trasmissione autosomica dominante. I lipomi sono ben distinti tra loro e dai margini netti. Generalmente sono molti e più frequenti a livello del tronco e degli arti, mentre sono meno diffusi a livello della testa e delle spalle. Nel 1993, un polimorfismo genetico alla base dello sviluppo dei lipomi fu individuato nel cromosoma 12, sul locus genico 12q15, dove il gene HMGIC codifica per l'isoforma I-C della proteina HMGIC. Questa è la mutazione genetica più frequentemente osservata nei pazienti con lipoma singolo, ma la presenza di lipomi multipli deriva spesso da multiple mutazioni genetiche; tra queste, sono state osservate traslocazioni reciproche all'interno del cromosoma 12, tra il locus genico 12q13 e il 12q14.
Nonostante la prognosi della lipomatosi sia benigna, la condizione più provocare dolore anche molto intenso, a seconda della sede di sviluppo dei lipomi. Questi tumori benigni possono essere rimossi mediante escissione semplice, escissione mediante endoscopia o liposuzione.
sindromi specifiche che nel loro quadro clinico annoverano la lipomatosi sono la sindrome di Proteo, la sindrome di Cowden e altre amartomatosi multiple dovuti a mutazioni del gene PTEN; altre cause della condizione sono la lipomatosi simmetrica benigna, la sindrome di Dercum, la lipodistrofia familiare, ibernomi, iniezione di steroidi per via epidurale e vari tipi di angiolipomatosi ereditaria.